# Судай
Судай (рос. Судай) — село в Чухломському районі Костромської області Російської Федерації.
Населення становить 1629 осіб. Входить до складу муніципального утворення Судайське сільське поселення.

## Історія
У 1936-1944 року населений пункт перебував у складі Ярославської області. Від 1944 належить до Костромської області.
Від 2007 року входить до складу муніципального утворення Судайське сільське поселення.

## Населення
| 1959 | 2008  | 2010  | 2014  |
| ---- | ----- | ----- | ----- |
| 1785 | ↘1738 | ↘1432 | ↗1629 |